# Jean-Baptiste d'Albertas (1716-1790)
Pour les articles homonymes, voir Jean-Baptiste d'Albertas et D'Albertas.
Jean-Baptiste, marquis d'Albertas, comte de Ners, seigneur de Gémenos, est un magistrat français né le 8 octobre 1716, paroisse Saint-Sulpice à Paris et mort assassiné le 14 juillet 1790 à Gémenos (Bouches-du-Rhône)

## Biographie
Jean-Baptiste d'Albertas est le fils d'Henry-Reynaud d'Albertas, marquis de Bouc (1674-1746), premier président de la Chambre des comptes de Provence, et de Louise-Pauline de Covet de Marignane.
Conseiller en 1737, il succède à son père en tant que premier président de la Chambre des comptes de Provence en 1745. Il conserve ces fonctions jusqu'à ce que son fils aîné le remplace en 1775.
En 1745-1746, devant l'hôtel particulier d'Aix-en-Provence de son père situé au nord, il fait aménager une élégante petite place conçue selon la mode parisienne des places royales. Il en confie la réalisation à Georges Vallon, qui avait succédé à son père Laurent dans la charge d'architecte de la ville. La place est bordée de quatre petits hôtels à façades uniformes, dont les fenêtres sont ornées de balcons en ferronnerie. Elle porte aujourd'hui le nom de place d'Albertas.
Le marquis d'Albertas poursuit l'agrandissement et l'aménagement du Jardin d'Albertas à Bouc en espérant y édifier le château dont son architecte avait dessiné le plan dès 1751. En 1783, son beau-frère, Jean-Baptiste-François de Montullé étant dans l'incapacité de restituer la part d'héritage qui devait revenir à son épouse, il doit renoncer à ce projet...
Il rend visite à Voltaire et est victime d'un vol commis par Mingard en 1761.
À la suite de la suppression des parlements par la réforme Maupeou en 1771, Jean-Baptiste d'Albertas devient premier président du parlement instauré en Provence jusqu'aux rétablissements des anciens parlements en 1775.
Jean-Baptiste, marquis d'Albertas jouit en paix des douceurs de la vie et d'une considération justement méritée lorsque survient la Révolution. Il est l'un des premiers gentilshommes possédant fief qui fait volontairement le sacrifice de ses privilèges pécuniaires aux États généraux de Provence du début de 1789 et signale par de nombreux actes son désir de maintenir la paix publique.
Mais le 14 juillet 1790, lors de la fête de la Fédération que l'on célèbre dans toute la France, il offre un banquet dans son château de Gémenos à tous les habitants des villages voisins et aux volontaires de la Garde nationale; c'est alors qu'il est mortellement poignardé par le jeune Anicet Martel, natif d'Auriol,.
Marié le 28 avril 1745 en l'église de la Madeleine à Aix avec Marguerite-Françoise de Montullé, fille de Jean-Baptiste de Montullé et petite-fille de Jean Glucq, il est le père de Jean-Baptiste Suzanne d'Albertas et le grand-père de Pierre Léandre de Mark-Tripoli de Panisse-Passis.

## Sources
- « Albertas, Jean-Baptiste d' » in Christian Nau, Dictionnaire des éponymes mondiaux, éditions L'Harmattan, 2018
- Michel Racine, Créateurs de jardins et de paysages en France de la Renaissance au XIXe siècle : De la Renaissance au début du XIXe siècle, 2001
- Grands notables du Premier Empire : Alpes-Maritimes ; Corse ; Aude ; Pyrénées-Orientales ; Bouches-du-Rhône, CNRS, 1978
- Paul Masson, Les Bouches-du-Rhône : encyclopédie départementales, volume 15, 1937
- Luc Antonini, Une grande famille provençale, les d'Albertas, 1998